# Rand (Banachalgebra)
Ein Rand einer Banachalgebra ist eine in der mathematischen Theorie der Banachalgebren betrachtete Menge. Bei Funktionenalgebren über einer Menge {\displaystyle X} handelt es sich um eine Teilmenge von {\displaystyle X}, so dass jede Funktion auf dieser Teilmenge bereits ihr Maximum annimmt. Im allgemeinen Fall kommutativer Banachalgebren ist ein Rand eine entsprechende Teilmenge des Gelfand-Raums.

## Motivierendes Beispiel
Es sei {\displaystyle C(\mathbb {D} )} die Banachalgebra der stetigen Funktionen vom Einheitskreis {\displaystyle \mathbb {D} :=\{z\in \mathbb {C} \mid |z|\leq 1\}} in die komplexen Zahlen {\displaystyle \mathbb {C} } mit der Supremumsnorm {\displaystyle \|\cdot \|_{\infty }}. Darin betrachten wir die Diskalgebra {\displaystyle A(\mathbb {D} )}, das ist die Unteralgebra derjenigen Funktionen aus {\displaystyle C(\mathbb {D} )}, die im Inneren des Einheitskreises holomorph sind. Ein {\displaystyle f\in A(\mathbb {D} )} ist nach dem Maximumprinzip der Funktionentheorie bereits durch seine Werte auf dem Rand {\displaystyle \partial \mathbb {D} } eindeutig bestimmt, es gilt
{\displaystyle \|f\|_{\infty }=\sup _{z\in \mathbb {D} }|f(z)|}.
In diesem Fall gilt es sogar
Zu jedem {\displaystyle f\in A(\mathbb {D} )} gibt es ein {\displaystyle y\in \partial \mathbb {D} } mit {\displaystyle \|f\|_{\infty }=|f(y)|}.
Wir nehmen diese Tatsache zum Anlass für folgende Definitionen.

## Funktionenalgebren
Es sei {\displaystyle X} ein kompakter Hausdorffraum und {\displaystyle C(X)} die Banachalgebra der stetigen Funktionen {\displaystyle X\rightarrow \mathbb {C} }. Eine uniforme Algebra über {\displaystyle X} ist eine Unteralgebra {\displaystyle A\subset C(X)}, die die konstanten Funktionen enthält und die Punkte trennt, das heißt für zwei verschiedene Punkte {\displaystyle x,y\in X} gibt es ein {\displaystyle f\in A} mit {\displaystyle f(x)\not =f(y)}.
Ein Rand für {\displaystyle A} ist eine Teilmenge {\displaystyle Y\subset X}, so dass
{\displaystyle \forall f\in A:\exists y\in Y:\,\|f\|_{\infty }=|f(y)|}.
Funktionen aus {\displaystyle A} sind bereits durch ihre Werte auf dem Rand bestimmt, denn sind {\displaystyle f,g\in A} mit {\displaystyle f|_{Y}=g|_{Y}}, so ist {\displaystyle \textstyle \|f-g\|_{\infty }=\sup _{y\in Y}|(f-g)(y)|=\sup _{y\in Y}|f(y)-g(y)|=0} und damit {\displaystyle f=g}.
Die Definition lässt sich leicht auf lokalkompakte Räume verallgemeinern. Man betrachtet dann die Banachalgebra {\displaystyle C_{0}(X)} der stetigen Funktionen, die im Unendlichen verschwinden, und ersetzt die Forderung, die konstanten Funktionen zu enthalten, dadurch, dass es keinen Punkt {\displaystyle x\in X} geben darf, in dem jedes {\displaystyle f\in A} den Wert 0 hat.

## Kommutative Banachalgebren
Ist {\displaystyle A} eine kommutative Banachalgebra mit dem Gelfand-Raum {\displaystyle X_{A}}, so ist die Gelfand-Transformation ein Homomorphismus {\displaystyle A\rightarrow C_{0}(X_{A}),\,a\mapsto {\hat {a}}}. Hat {\displaystyle A} ein Einselement, so ist {\displaystyle X_{A}} kompakt. Das Bild {\displaystyle {\hat {A}}:=\{{\hat {a}}\mid a\in A\}} ist eine Funktionenalgebra auf {\displaystyle X_{A}}. Teilmengen von {\displaystyle X_{A}}, die Rand für {\displaystyle {\hat {A}}} sind, nennt man auch einfach Rand für {\displaystyle A}.
Ein Rand {\displaystyle Y\subset X_{A}} für eine kommutative Banachalgebra {\displaystyle A} bestimmt die Elemente von {\displaystyle A} nur bis auf ein Element des Jacobson-Radikals. Sind nämlich {\displaystyle a,b\in A} mit {\displaystyle {\hat {a}}|_{Y}={\hat {b}}|_{Y}}, so folgt {\displaystyle {\widehat {a-b}}={\hat {a}}-{\hat {b}}=0} und daher {\displaystyle a-b\in \mathrm {Rad} (A)}, denn das Jacobson-Radikal ist genau der Kern der Gelfand-Transformation. Ist also {\displaystyle A} halbeinfach, so verschwindet das Jacobson-Radikal und jedes Element ist eindeutig durch die Werte der Gelfand-Transformation auf einem Rand bestimmt.
Beachte: Wird eine Banachalgebra {\displaystyle A} auch als Funktionenalgebra {\displaystyle A\subset C(X)} aufgefasst, so kann es zu Konflikten zwischen diesen beiden Definitionen kommen, denn {\displaystyle X} ist nicht notwendigerweise der Gelfand-Raum von {\displaystyle A}.

## Bemerkungen
Für viele Überlegungen genügt es, Banachalgebren mit Einselement zu betrachten, denn nötigenfalls könnte man eines adjungieren. Im Folgenden betrachten wir daher nur Algebren mit Einselement.
Man ist natürlich an möglichst kleinen Rändern interessiert. Kleinste Ränder gibt es im Allgemeinen aber nicht, aber G. J. Schilow hat gezeigt, dass es stets einen kleinsten abgeschlossenen Rand gibt, den man daher den Schilow-Rand nennt und oft mit dem Symbol für den topologischen Rand mit {\displaystyle \partial A} bezeichnet.
Für eine Funktionenalgebra {\displaystyle A\subset C(X)} nennt man {\displaystyle x\in X} einen Peakpunkt, wenn es ein {\displaystyle f\in A} gibt mit {\displaystyle |f(x)|=\|f\|_{\infty }=1} und {\displaystyle |f(y)|<1} für alle {\displaystyle y\in X\setminus \{x\}}. Definitionsgemäß sind Peakpunkte in jedem Rand enthalten. Man nennt die Menge aller Peakpunkte nach E. Bishop den Bishop-Rand und bezeichnet ihn mit {\displaystyle \rho A}, obwohl dies im Allgemeinen kein Rand ist, {\displaystyle \rho A} kann im Extremfall sogar leer sein. Für beliebige kommutative Banachalgebren {\displaystyle A} setzt man {\displaystyle \rho A:=\rho {\hat {A}}\subset X_{A}}
Anders ist das für den sogenannten Choquet-Rand, dessen Definition auf darstellende Maße, wie sie G. Choquet im Rahmen der heute so genannten Choquet-Theorie untersucht hat, zurückgeht. Diese mit {\displaystyle \chi A} bezeichnete Menge ist stets ein Rand. Wieder definiert man für beliebige kommutative Banachalgebren  {\displaystyle \chi A:=\chi {\hat {A}}\subset X_{A}}. Es gilt 
{\displaystyle \rho A\subset \chi A\subset \partial A}
und im Allgemeinen sind die Inklusionen echt.
In obigem Standardbeispiel der Diskalgebra stimmen alle drei Ränder überein.